# Alfred Kärcher
Alfred Kärcher (27. března 1901 Cannstatt – 17. září 1959 Winnenden) byl německý inženýr, podnikatel a zakladatel společnosti Alfred Kärcher GmbH & Co. KG.

## Život
Alfred Kärcher byl třetí ze čtyř dětí Johanny a Emila Kärcherových a vyrostli v Cannstattu – dnes městská část Stuttgartu. Jeho otec provozoval od roku 1904 prodej technických výrobků. Po vystudování reformního reálného gymnázia studoval na Technické vysoké škole Stuttgart strojírenství a elektrotechniku. Jako student se připojil k studentskému ozbrojenému spolku Alemannia Stuttgart, k jehož poválečnému znovuzřízení se již nepřipojil.
Po promoci na studiích v roce 1924 pracoval v podniku svého otce, kde plánoval a prodával zařízení pro velké kuchyně, prádelny a úpravny vody. Brzy konstruoval vlastní přístroje, mezi nimi i ponorná topná tělesa a pánvovité pece pro průmyslový odbyt. Jeho vnitřní vytápění pro pece se solnou lázní bylo jeho prvním velkým úspěchem, do roku 1945 prodal 1200 kusů, zejména v leteckém průmyslu.
V roce 1934 jej pověřila společnost Lufthansa vybudováním zařízení pro vytápění motorů. V roce 1935 založil Alfred Kärcher komanditní společnost a vyhotovil dmychadlo horkého vzduchu MOWÄB A, v roce 1936 pak jeho nástupce MOWÄB B. Výrobek byl úspěchem, říšské ministerstvo letectví objednalo 120 kusů. Kärcher se pak rozhodl soustředit se na tento přístroj a prodal své patenty pro vytápění pecí se solnou lázní na společnost Siebert GmbH v Hanau (dceřiná společnost Degussy). Z výnosů koupil tovární budovu ve Winnendenu, kam se v roce 1939 se svými mezitím již 120 spolupracovníky přestěhoval. S příchodem druhé světové války změnil zaměření na výrobu produktů zbrojního průmyslu.
Po roce 1945 se výroba s asi 40 spolupracovníky přeorientovává na naléhavě potřebné pece a ruční vozíky, později se vyráběla také vytápěná betonová obložení a ohřívače čerstvého vzduchu pro stavební průmysl. V roce 1949 se Kärcher oženil s Irene Herzog. Ve své firmě, která se do roku 1948 rozrostla na 141 spolupracovníků, kladl důraz na rodinnou atmosféru.
V roce 1950 Kärcher zkonstruoval a prodal první evropský vysokotlaký čistič na horkou vodu - KW 350, který byl obrovským úspěchem. Princip fungování převzal Kärcher z amerických přístrojů, které opravoval na objednávku spojeneckých okupantů.
V roce 1959 Alfred Kärcher zemřel ve svém podniku na infarkt. Měl jednoho syna a jednu dceru.